# World Cup Soccer
World Cup Soccer (Super NASL Soccer pendant son développement, World Cup Football sur l'écran titre, Super Football : Coupe du Monde pour sa commercialisation en France) est un jeu vidéo de football développé par Mattel Electronics France puis Nice Ideas, et édité par Dextell, sorti en 1985 sur la console Intellivision.

## Système de jeu
World Cup Soccer est basé sur NASL Soccer et reprend donc son système de jeu, en apportant notamment un mode solo contre une équipe contrôlée par l'ordinateur, la possibilité de tacler et faire des têtes, le remplacement de joueurs en cours de match, les coups francs directs et indirects,.

## Développement
À l'origine, le développement du jeu est confié par Mattel Electronics à sa division en France, avec pour objectif de réaliser une version améliorée de NASL Soccer, dont il reprend une grande partie du code source, pour le module ECS de l'Intellivision, jouable en solo contre la machine ou à plusieurs, jusqu'à 4 joueurs. En janvier 1984, le jeu quasiment terminé est présenté au Consumer Electronics Show, quelques jours avant la fermeture brutale de Mattel Electronics.
Un accord avec Mattel laisse les droits sur le jeu à la société Nice Ideas, dans laquelle la plupart des programmeurs de l'ancienne filiale française ont désormais pris leur indépendance. Nice Ideas termine le jeu, dans une version non-ECS, pour 1 ou 2 joueurs, compatible avec le modèle d'Intellivision classique commercialisé en Europe..
Le jeu sort en 1985, édité par Dextell,. Si sur l'écran titre, c'est le nom World Cup Football qui apparaît, en France, c'est le titre Super Football : Coupe du Monde qui est utilisé pour la promotion du jeu. L'année suivante, INTV obtient les droits de distribution aux États-Unis, où il est commercialisé sous le nom de World Cup Soccer.